# Ширмамедов, Хезрет
Хезрет Ширмамедов — советский хозяйственный, государственный и политический деятель.

## Биография
Родился в 1923 году. Член ВКП(б) с 1943 года.
С 1939 года — на хозяйственной, общественной и политической работе. В 1939—1964 гг. — учитель математики неполной средней школы в ауле Аннау Ашхабадского района, участник Великой Отечественной войны, заведующий учебной частью неполной средней школы, инспектор, начальник Отдела Комитета при СМ Туркменской ССР, секретарь ЦК ЛКСМ Туркменистана, 1-й секретарь ЦК ЛКСМ Туркменистана, секретарь районного комитета КП Туркменистана, заместитель начальника Управления Министерства культуры Туркменской ССР, заведующий отделом партийной жизни газеты "Туркменистан коммунисти", инспектор отдела организационно-партийной работы ЦК КП Туркменим
Избирался депутатом Верховного Совета СССР 4-го и 5-го созывов.
Умер 9 ноября 1978 года в Ашхабаде.